# Thomas R. Ross
Thomas Randolph Ross (* 26. Oktober 1788 in New Garden Township, Chester County, Pennsylvania; † 28. Juni 1869 in Lebanon, Ohio) war ein US-amerikanischer Politiker der Demokratisch-Republikanischen Partei. Von 1819 bis 1825 war er Mitglied des Repräsentantenhauses der Vereinigten Staaten für den 1. und 2. Kongressdistrikt des Bundesstaates Ohio.

## Leben
Thomas Randolph Ross wurde in New Garden Township in Pennsylvania geboren. Nachdem er erfolgreich die Schule abgeschlossen hatte, begann er ein Studium des Rechts. Danach wurde er als Rechtsanwalt zugelassen. Es verschlug in nach Lebanon, wo er ab 1810 praktizierte.
1819 trat er als Vertreter des 1. Kongressdistrikts von Ohio sein Mandat im Repräsentantenhaus an. 1820 wurde er wiedergewählt, ebenso 1822. Ab 1823 vertrat er den 2. Distrikt. Von 1819 bis 1823 war er Vorsitzender (Chairman) des Committee on Revisal and Unfinished Business. 1824 wurde er nicht wiedergewählt. Nachdem er 1825 aus dem Kongress ausgeschieden war, praktizierte er wieder als Rechtsanwalt. 1866 verlor er sein Augenlicht. Er starb 1869. Sein Grab befindet sich in Lebanon.
Er war mit Harriet Ross verheiratet. Seine Schwester Sarah heiratete den späteren Gouverneur von Ohio, Thomas Corwin.